# ابنزر سانسینگ
ابنزر ساندر سینگ(انگلیسی: Ebenezer Sunder Singh؛ زادهٔ ۱۶ آوریل ۱۹۶۷) هنرمند اهل امریکایی-هندی ساکن بروکلین نیویورک است. سینگ عمدتاً به عنوان نقاش، مجسمه‌ساز، عکاس و فیلمساز فعالیت می‌کند
وی همچنین برندهٔ جوایزی همچون برنامه فولبرایت شده‌ است.